# Pietro Bertagnoli
Pietro Bertagnoli (Verona, 22 agosto 1999) è un ciclista di BMX italiano.

## Carriera
Inizia a correre con il Team BMX Verona all'età di cinque anni sulla pista verde di Montorio, dove nel 2009 vinse il titolo italiano e due gare europee e nel 2010 vinse il campionato provinciale nella categoria Giovanissimi G5.
Ha preso parte ai campionati italiani giovanili dal 2013 e nel 2016 è stato convocato nella Nazionale juniores nel 2016. È rimasto a lungo senza risultati degni di nota prima di vincere due gare a Sakarya nella neonata categoria U23 della Coppa del mondo di BMX 2021.
Nella Coppa del Mondo Elite, Bertagnoli ha ottenuto il suo miglior risultato con la semifinale di Glasgow nel 2022. In Coppa dei Campioni ha raggiunto una volta la finale nel 2024 a Zolder. Ai campionati italiani è stato regolarmente presente in finale, ma mai sul podio. Dal 2023 corre per il club BMX di Saint-Brieuc, in Francia.
Bertagnoli ha mostrato le sue migliori prestazioni internazionali agli Europei 2024 di Verona, dove ha vinto la medaglia d'argento con la squadra italiana nella cronometro a squadre e arrivando 5º nella gara individuale.
Ha rappresentato l'Italia ai Giochi olimpici estivi di Parigi 2024, dove è stato eliminato in semifinale con il 9º tempo di gara.